# Calexit
Calexit (Yes California Independence) es refereix a la hipotètica retirada de Califòrnia dels Estats Units d'Amèrica .

Sí logotip de Califòrnia

## Descripció
El moviment compta amb el suport de Shervin Pishevar, fundador de Virgin Hyperloop One . Pel que sembla, un de cada tres californians ja és partidari de marxar. Com a resultat de les polítiques de Donald Trump, s'ha format un moviment ciutadà anomenat "Yes California Independence", que es diu que ja compta amb 30.000 membres.
Califòrnia té una població d'uns 39 milions i 12,06 habitants % de la població dels Estats Units; En termes de poder econòmic, una Califòrnia independent seria la cinquena economia més gran del món. L'argument és que una Califòrnia independent podria dur a terme polítiques favorables al medi ambient i als migrants. També es subratlla que Califòrnia transfereix una gran quantitat de diners d'impostos a Washington, DC, que s'utilitza per mantenir a flot els estats econòmicament més febles i que falta a Califòrnia. Tanmateix, les possibilitats d'un Calexit es consideren poc realistes. A més, la Cort Suprema dels Estats Units ja s'havia pronunciat el 1869 a Texas v. White va dictaminar que un estat no pot separar-se dels Estats Units per declaració unilateral.